# Katie Douglas (attrice)
Katie Emily Douglas (Burlington, 19 ottobre 1998) è un'attrice canadese nota soprattutto per il ruolo di Abby nella serie Ginny & Giorgia.
La sua carriera ha avuto inizio nel 2013 con apparizioni nella serie televisiva Spooksville (2013-2014) e nel film Compulsion (2013). Successivamente ha preso parte a diverse produzioni televisive, tra cui Defiance (2013-2015), Raising Expectations (2016-2018), Mary Kills People (2017-2019) e Pretty Hard Cases (2021-2023). Il suo primo ruolo da protagonista è stato nel thriller Level 16 (2018). La sua carriera ha avuto una svolta significativa con i film televisivi true crime Credetemi: il rapimento di Lisa McVey (2018) e The Girl Who Escaped: The Kara Robinson Story (2023), grazie al quale ha ricevuto un Canadian Screen Award.
Douglas ha raggiunto una più ampia popolarità con il ruolo principale nella serie comedy-drama di Netflix Ginny & Georgia (2021-presente). Negli anni successivi ha recitato nei film The Walk (2022), Lazzaro (2024) e Il Clown di Kettle Springs (2025).

## Biografia
Katie Emily Douglas è nata il 19 ottobre 1998 a Burlington, Ontario, in Canada, è figlia di Ken e Jayce Douglas. Suo padre è venuto a mancare precocemente a causa di un cancro al pancreas, pertanto è stata cresciuta dalla madre in un ambiente strettamente cristiano. Katie ha tre fratelli: due fratelli gemelli e una sorella minore, Sarah Douglas. Ha iniziato a recitare all’età di sei anni presso la Great Big Theatre Company di Burlington. Durante la sua infanzia ha preso parte a numerose produzioni teatrali, tra cui una commedia natalizia con i pinguini e il ruolo di Trilli al campo estivo della Burlington Dance Academy. Douglas ha frequentato la Nelson High School di Burlington. Nei primi anni della sua carriera, ha proseguito gli studi grazie a un tutor itinerante, che le ha permesso di conciliare la formazione scolastica con gli impegni lavorativi.

## Carriera
Katie Douglas ha iniziato la sua carriera di attrice all’età di sei anni, apparendo nella serie F2: Forensic Factor. Nel 2013 ha interpretato il ruolo di Sally Wilcox nella serie fantasy d’azione Spooksville, trasmessa su Discovery Family, che però è durata solo una stagione. Quest'ultimo ruolo le ha permesso di ricevere una candidatura nella sezione Outstanding Performer in a Children’s Series alla 41ª edizione dei Daytime Creative Arts Emmy Awards, che si è tenuta nel 2014 a Los Angeles. Nel marzo 2014 ha interpretato il ruolo di Young Irisa nella serie di fantascienza d’azione Defiance: The Lost Ones, trasmessa su SyFy. 
Dal 2017 al 2019 ha interpretato Naomi Malik nella serie canadese di commedia e dramma Mary Kills People, trasmessa sulla rete Global, lavorando al fianco di Caroline Dhavernas. Nel 2018 ha ricoperto il ruolo da protagonista di Vivien nel film di fantascienza Level 16, diretto da Danishka Esterhazy. Nel 2019, Douglas ha interpretato il ruolo principale nel film drammatico Credetemi: il rapimento di Lisa McVey, che racconta la vera storia di Lisa McVey. Nel 1984, all’età di 17 anni, McVey fu rapita e tenuta prigioniera per 26 ore dal serial killer Bobby Joe Long, prima di riuscire a fuggire. Per questa interpretazione ha ricevuto una candidatura agli ACTRA Award come miglior attrice. Nel 2021 entra a far parte nel cast della serie televisiva Ginny & Georgia, prodotta da Netflix interpretando Abby, amica di Ginny e membro del gruppo MANG (Max, Abby, Norah e Ginny), insieme a Brianne Howey, Antonia Gentry, Sara Waisglass e Chelsea Clark. Dopo l’uscita della seconda stagione, Ginny & Georgia è risultata la serie più vista su Netflix tra gennaio e giugno 2023, con un totale di 967,2 milioni di ore visualizzate tra la prima e la seconda stagione. Nel maggio 2023 la serie è stata rinnovata per una terza e una quarta stagione, con la terza stagione uscita il 5 giugno 2025. Sempre nel 2021 è entrata a far parte della serie commedia della CBC Television Pretty Hard Cases nel ruolo principale di Jackie Sullivan in cui ha recitato fino all'anno successivo.
Nel 2022 ha recitato nel film poliziesco The Walk, diretto da Daniel Adams, al fianco di Justin Chatwin, Terrence Howard e Malcolm McDowell. Nel 2023, Douglas ha interpretato il ruolo principale nel film The Girl Who Escaped: The Kara Robinson Story, basato sulla vera vicenda di una ragazza di 15 anni sopravvissuta al rapimento, alla detenzione e all’aggressione sessuale per oltre 18 ore, fino al momento in cui è riuscita a fuggire. Nel 2024 ha recitato nel thriller Lazzaro, diretto da Alec Tibaldi, accanto ad Ashley Judd e Sarah Pidgeon; il film è uscito il 10 maggio 2024. Nel 2025 ha recitato in Il Clown di Kettle Springs, adattamento cinematografico del romanzo horror di Adam Cesare Clown in a Cornfield (2020). La sua performance ha ricevuto recensioni positive, con il sito Slashershack che ha evidenziato il suo “potenziale da regina dell’urlo”.

## Filmografia

### Cinema
- Compulsion, regia di Egidio Coccimiglio (2013)
- Level 16, regia di Danishka Esterhazy (2018)
- Ogni giorno (Every day), regia di Michael Sucsy (2018)
- The Walk, regia di Daniel Adams (2022)
- The Girl Who Escaped: The Kara Robinson Story, regia di Simone Stock (2023)
- Lazzaro, regia di Alec Tibaldi (2024)
- Il Clown di Kettle Springs, regia di Eli Craig (2025)

### Televisione
- F2: Forensic Factor – serie TV, episodio 4x05 (2007)
- Flashpoint – serie TV, episodio 2x06 (2009)
- Stay with Me, regia di Tim Southam – film TV (2011)
- Sunshine Sketches of a Little Town, regia di Don McBrearty – film TV (2012)
- Less Than Kind – serie TV, 3 episodi (2012)
- Alphas – serie TV, episodi 2x04 (2012)
- Spooksville – serie TV, 22 episodi (2013-2014)
- Defiance – serie TV, 10 episodi (2013-2015)
- Defiance: The Lost Ones – serie TV, 5 episodi (2014)
- Saving Hope – serie TV, episodio 3x08 (2014)
- Max & Shred – serie TV, episodi 1x24-2x13 (2015-2016)
- Eyewitness – serie TV, 4 episodi (2016)
- Raising Expectations – serie TV, 26 episodi (2016-2018)
- Mary Kills People – serie TV, 18 episodi (2017-2019)
- Creeped Out - Racconti di paura – serie TV, episodi 1x12-1x13 (2018)
- Burden of Truth – serie TV, episodi 1x05-1x06 (2018)
- Credetemi: il rapimento di Lisa McVey (Believe Me: The Abduction of Lisa McVey), regia di Jim Donovan – film TV (2018)
- Legami mortali (Thicker Than Water), regia di Caroline Labrèche – film TV (2019)
- Nurses - Nel cuore dell'emergenza – serie TV, episodio 1x07 (2020)
- Pretty Hard Cases – serie TV, 15 episodi (2021-2023)
- Ginny & Georgia – serie TV, 30 episodi (2021-in corso)

### Cortometraggi
- Double Edged, regia di Cliona Concetta (2021)

## Riconoscimenti
Young Artist Awards
- 2014: Candidatura alla miglior attrice in una serie commedia o drammatica per Spooksville
- 2014: Candidatura al miglior cast per Spooksville

Daytime Emmy Awards
- 2014: Candidatura come miglior attrice in una serie per bambini per Spooksville

Blood in the Snow Canadian Film Festival
- 2016: Premio come miglior attrice per Level 16

ACTRA Awards
- 2019: Candidatura come miglior performance femminile per Believe Me: The Abduction of Lisa McVey

Canadian Screen Awards
- 2020: Candidatura come miglior attrice in un film televisivo per Believe Me: The Abduction of Lisa McVey

Hollywood Blood Horror Festival
- 2021: Premio come miglior attrice in un cortometraggio per Double Edged

Independent Horror Movie Awards
- 2021: Premio come miglior attrice in un cortometraggio per Double Edged

Hollywood Reel Independent Film Festival
- 2022: Premio alla miglior attrice di supporto per The Walk

IndieFEST Film Awards
- 2022: Premio alla miglior attrice di supporto per The Walk

Moscow Indie Film Festival
- 2022: Candidatura alla miglior attrice in un ruolo di supporto per The Walk

Rome International Movie Awards
- 2022: Premio alla miglior attrice di supporto per The Walk

## Doppiatrici italiane
Nelle versioni in italiano dei suoi film e delle sue serie TV, Katie Douglas è stata doppiata da:
- Francesca Rinaldi[24] in Spooksville[25]
- Joy Saltarelli[26] in Ogni giorno (Every day)[27]
- Martina Tamburello[28] in Mary Kills People
- Ludovica Bebi[29] in Ginny & Georgia[30]